# Dušan Bogićević
Dušan Bogićević (ur. 28 kwietnia 1990 w Smederevie) – serbski wioślarz.

## Osiągnięcia
- Mistrzostwa Świata Juniorów, Pekin 2007 – czwórka podwójna – 12. miejsce[1].
- Mistrzostwa Świata, Poznań 2009 – dwójka podwójna – 6. miejsce[1].
- Mistrzostwa Europy, Brześć 2009 – dwójka podwójna – 3. miejsce[1].
- Mistrzostwa Europy, Montemor-o-Velho 2010 – dwójka podwójna – 11. miejsce[1].